# Retroceso (tecla)

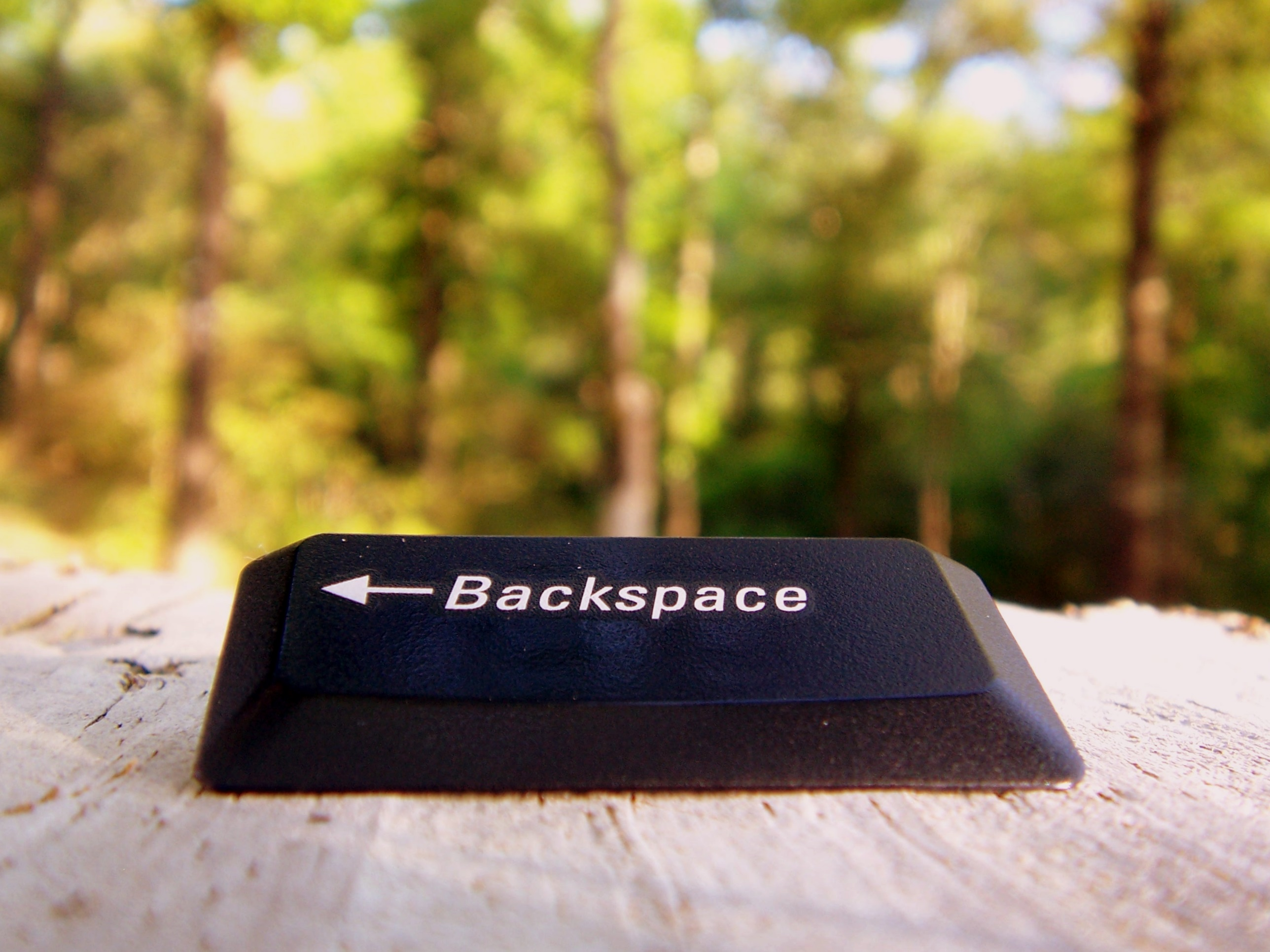
Una tecla backspace.

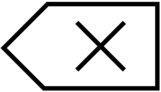
Pictograma ISO/IEC 9995

Retroceso o Backspace Backspace es la tecla del teclado que originalmente empujaba el carro de la máquina de escribir una posición atrás. En los sistemas informáticos modernos mueve el cursor de pantalla una posición atrás, borrando el carácter en esa posición, y desplaza el texto que está después de esa posición una posición atrás.
Es representada por una flecha en sentido izquierdo y está situada sobre la tecla ↵ Entrar.

Teclado IBM PC/Compatible IBM PC/Microsoft Windows (distribución española).